# نانا بلونديل
نانا بلونديل (مواليد 6 أغسطس 1986) هي ممثلة سويدية قامت بدور لينا فيلاريون في مسلسل آل التنين.

## روابط خارجية
- نانا بلونديل على موقع IMDb (الإنجليزية)
- نانا بلونديل على موقع ألو سيني (الفرنسية)
- نانا بلونديل على موقع قاعدة بيانات الأفلام السويدية (السويدية)
- نانا بلونديل على موقع قاعدة بيانات الفيلم (الإنجليزية)
- نانا بلونديل على موقع كينوبويسك (الروسية)